# Koosbüsch
Koosbüsch ist ein Ortsteil der Ortsgemeinde Wißmannsdorf im Eifelkreis Bitburg-Prüm in Rheinland-Pfalz.

## Geographische Lage
Koosbüsch liegt im Tal der Prüm. Durch den Ort verlaufen die L 9 und die K 68. Westlich vom Ort fließt der Echtersbach der bei Brecht in die Prüm mündet. Zum Ort gehört der Wohnplatz Wohnplatz Pooshof (ehemals Gemeinde Brecht).

Nachbarorte sind im Nordwesten Altscheid, im Nordosten Wiersdorf, im Südosten Hermesdorf und im Süden Wißmannsdorf und Brecht.

## Geschichte
Das Gebiet um Koosbüsch war schon in der Frühzeit besiedelt, was der Fund mehrerer historischer Grabstellen belegt. An einem südöstlich gelegenen Hang fand man 1936 eine Gruppe von 17 Grabhügeln. Vier davon wurden durch das Rheinische Landesmuseum Trier genauer untersucht und man kam zu dem Ergebnis, dass es sich um Scheiterhaufengräber handelt, die mit wenigen Beigaben ausgestattet wurden. Sie stammen aus der Endphase der Hunsrück-Eifel-Kultur und somit aus der Zeit zwischen dem 7. Jahrhundert v. Chr. bis rund 300 v. Chr. Auch südwestlich des Ortes machte man einige Funde von römischer Keramik, Sigillatagefäßen und einzelnen Münzen. Diese lassen sich in der Zeit zwischen 500 v. und 500 n. Chr. verorten. Aufgrund der zahlreichen Funde geht man heute von der Existenz zweier Grabfelder und eines Bestattungsplatzes aus.
Der Ort entstand ab dem Jahr 1832, als sich ein erster Siedler aus Wiersdorf hier niederließ. Seitdem wuchs die Siedlung zu einem Dorf heran. Der Ort ist nach dem Berg Koosbüsch benannt, auf dessen Ausläufern er liegt.

## Politik

### Ortsbezirk
Der Ortsteil Koosbüsch ist einer von drei Ortsbezirken der Ortsgemeinde Wißmannsdorf. Auf die Bildung eines Ortsbeirats wurde verzichtet. Der Bezirk wird durch einen Ortsvorsteher politisch vertreten.

### Ortsvorsteher
Karl-Heinz Neuhaus wurde 2009 Ortsvorsteher von Koosbüsch. Bei der Direktwahl am 26. Mai 2019 wurde er mit einem Stimmenanteil von 90,51 % und am 9. Juni 2024 als einziger Bewerber mit 95,5 % für jeweils weitere fünf Jahre in seinem Amt bestätigt.

### Wappen von Wißmannsdorf

Das Wappen der heute übergeordneten Gemeinde Wißmannsdorf wurde in Anlehnung an die drei Ortsteile der Gemeinde entworfen und stellt diese ebenfalls symbolisch dar.
Wappenbegründung: Das Wappen ist dreigeteilt, als Symbol für die drei Wißmannsdorfer Ortsteile. Für den Patron der Pfarrkirche, den heiligen Martin, wurde das silberne Schwert im Wappen aufgenommen, für den Patron der Kapelle zu Hermesdorf, den Evangelist St. Lucas die drei roten Schildchen, während das Eichenblatt mit Eichel redendes Zeichen für den Ortsteil Koosbüsch ist und auf die Bezeichnung Casnus zurückgeht.

## Kultur und Sehenswürdigkeiten

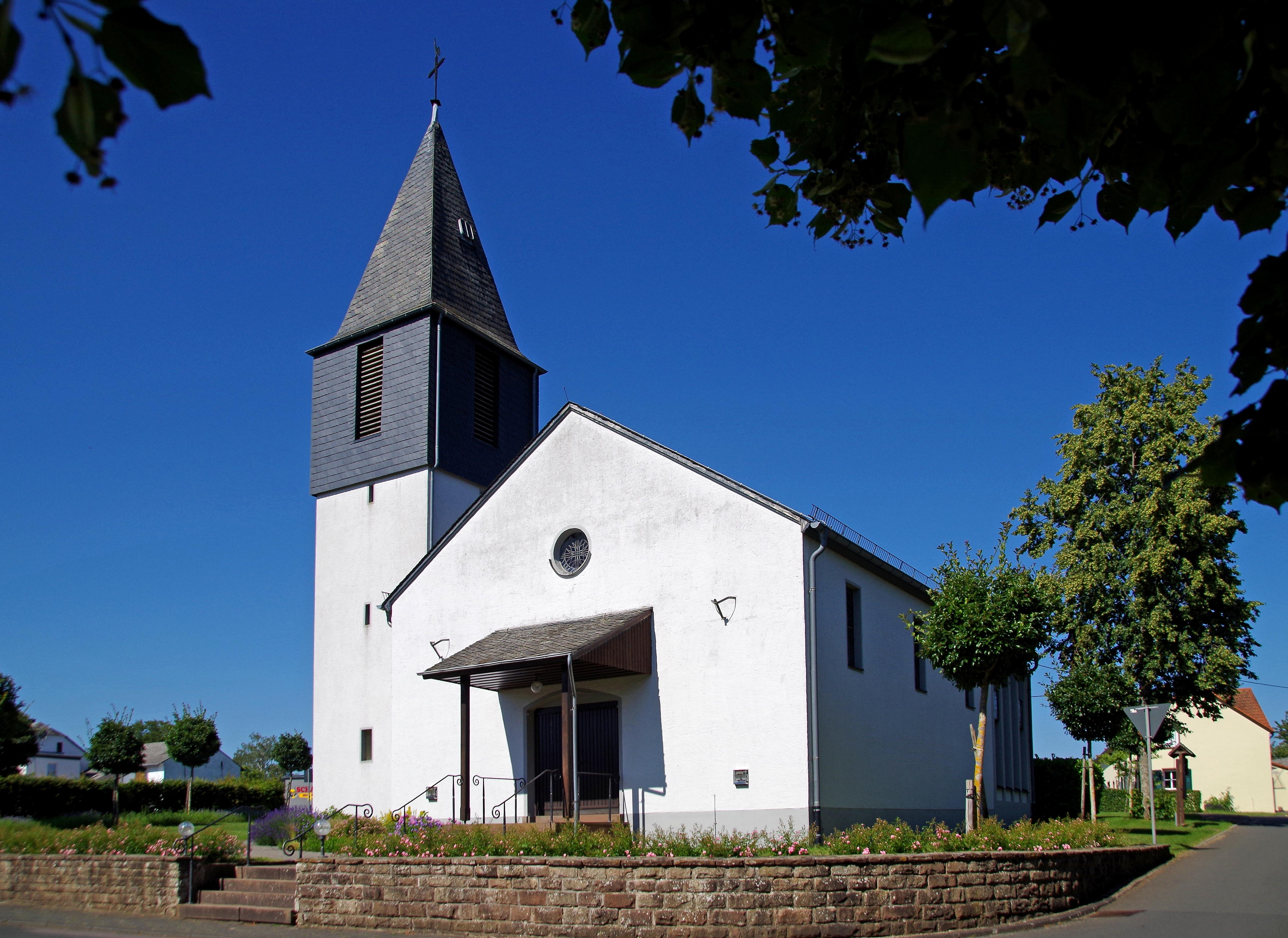
St. Josef (Koosbüsch)

- römisch-katholische Filialkirche St. Josef von 1959/60
- Schaftkreuze aus den Jahren 1758 und 1812
- Wegekreuze, überwiegend aus der Epoche der Gotik

Siehe auch: Liste der Kulturdenkmäler in Wißmannsdorf